# Kościół Matki Bożej w Vevey
Kościół Matki Bożej (fr. Église Notre-Dame) – rzymskokatolicka, neogotycka świątynia w Vevey, w kantonie Vaud, w Szwajcarii. Siedziba parafii Matki Bożej.

## Historia
Pierwszym kościołem katolickim w mieście Vevey był kościół św. Marcina. W związku z nakazem władz Berna w 1528 roku kościół ten oddano w ręce kalwinistów, katolicy uzyskali prawo do sprawowania mszy w Vevey dopiero w XIX wieku. Nabożeństwa sprawowano w niewielkiej kaplicy zorganizowanej w jednej z kamienic przy rue d’Italie, która jednak okazała się być zbyt mała, w związku z czym w 1868 roku Emile Vuilloud sporządził projekt kościoła. 8 grudnia 1869 roku rozpoczęto budowę. 10 października 1872 roku prace zakończono, w tym samym roku ukończono budowę stojącej obok świątyni plebanii oraz konsekrowano nowo otwartą świątynię.
Po śmierci Henryka Sienkiewicza tu wystawiona została trumna z jego ciałem i tu 22 listopada 1916 r. miały miejsce uroczystości pogrzebowe pisarza.

## Architektura
Świątynia neogotycka, trójnawowa. Posiada jednonawowy transept. Kościół został zbudowany nietypowo, na osi północ-południe (tradycyjnie kościoły budowano na osi wschód-zachód).
W kościele tablica pamiątkowa ku czci Henryka Sienkiewicza, ufundowana przez Zbigniewa Poray-Łukaszyńskiego z USA. Jej autorem był zamieszkały we Francji emigracyjny rzeźbiarz Franciszek Black. Została ozdobiona polskim orłem oraz herbami nie tylko Warszawy, Krakowa i Poznania, ale także Wrocławia, Szczecina, Gdańska, Lwowa i Wilna.

## Galeria

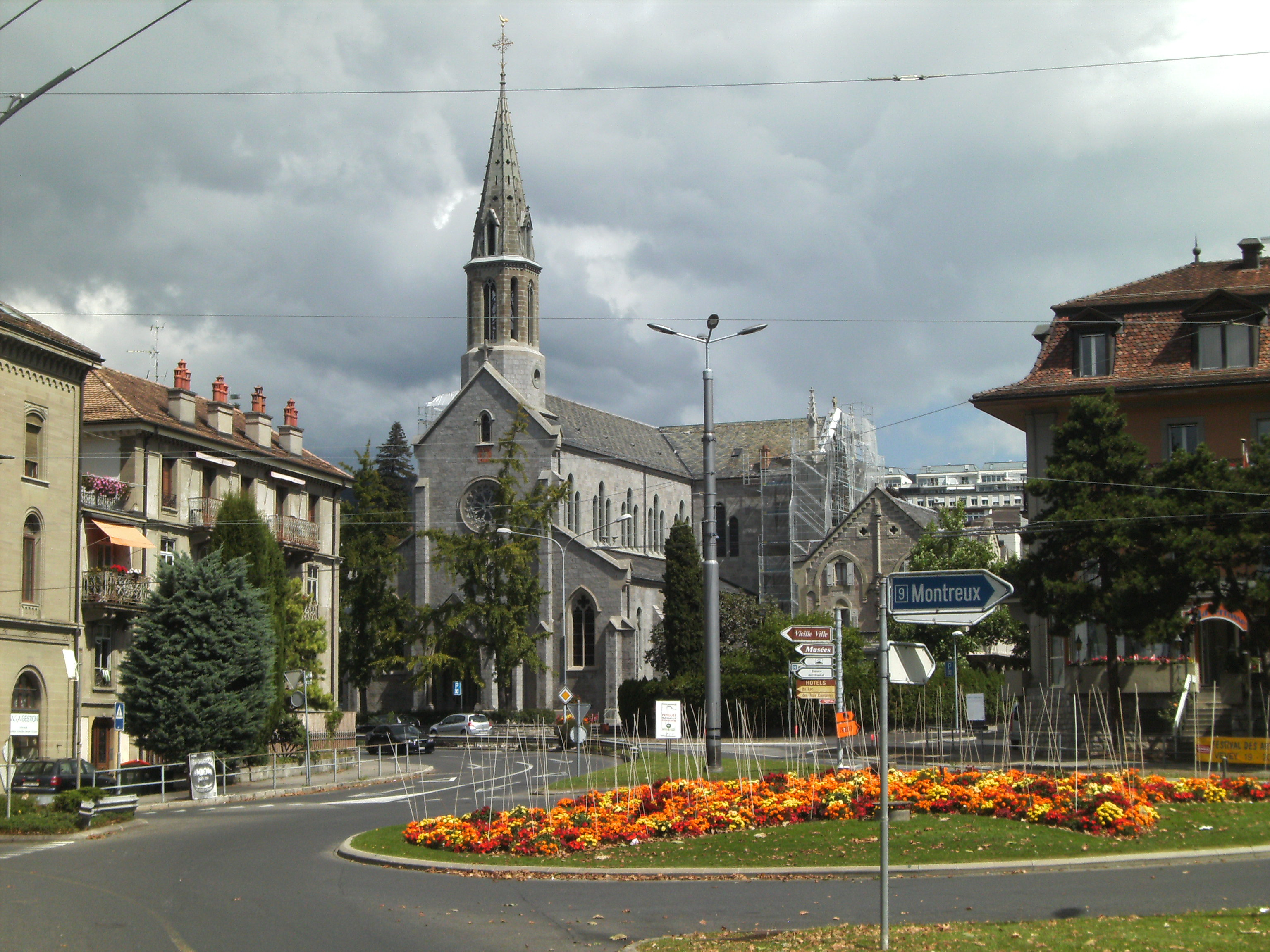
Widok z Giratoire d’Entre-deux-Villes
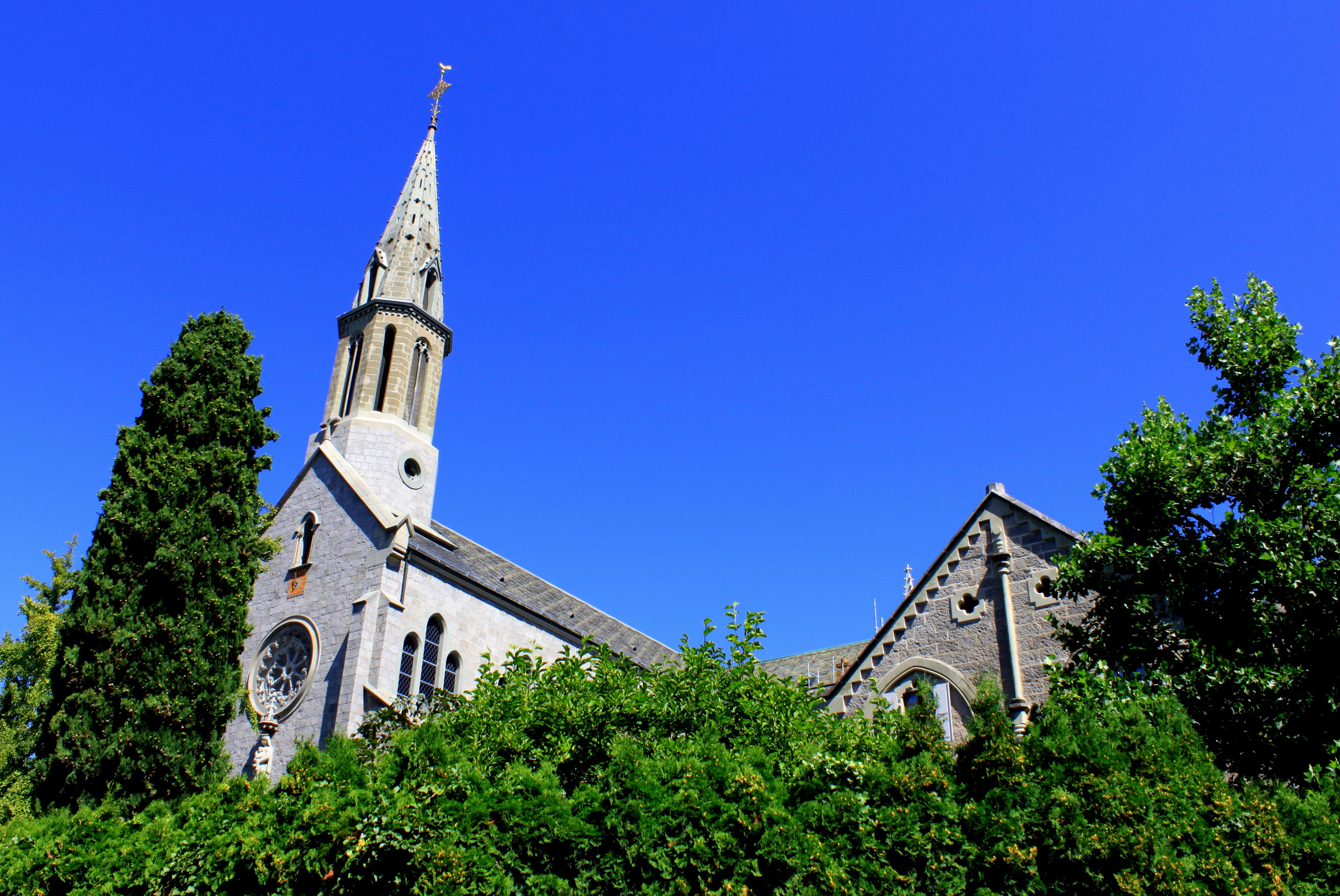
Widok na wieżę
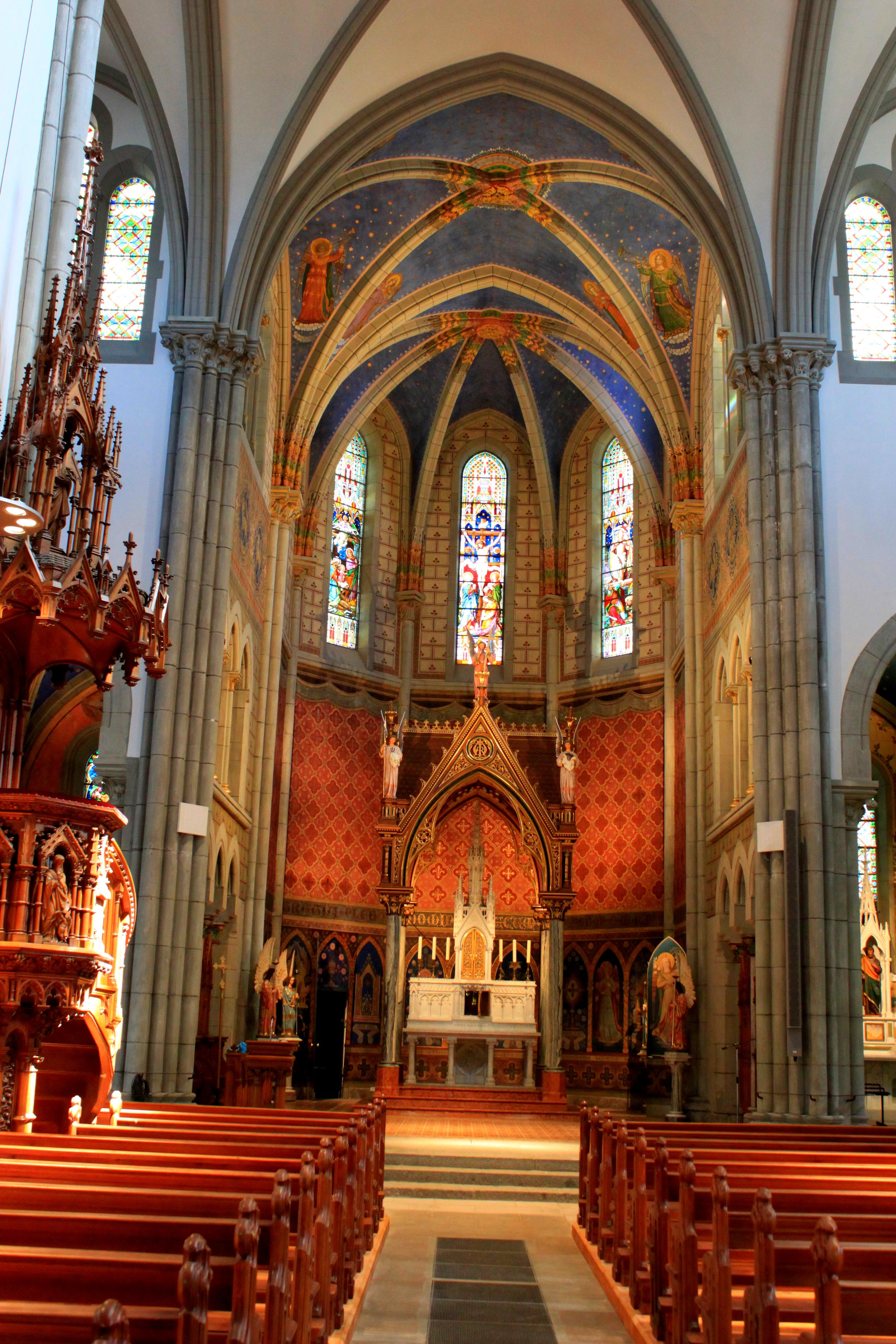
Nawa główna kościoła
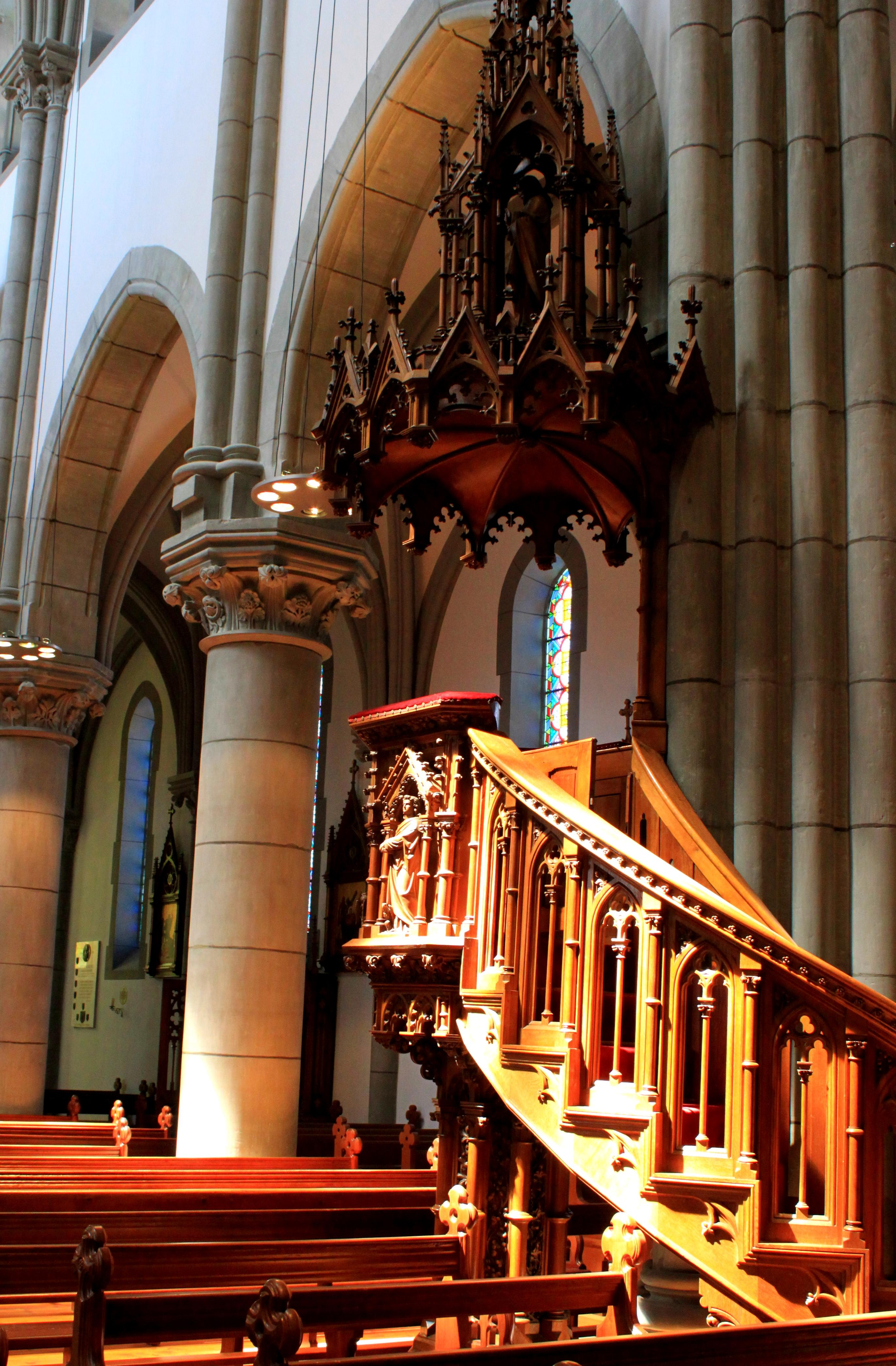
Ambona